# Феодор (Белков)
Епископ Феодор (в миру Александр Михайлович Белков; 9 мая 1960, Дрезден, ГДР) — архиерей Русской православной церкви, епископ Покровский и Новоузенский.

## Биография

### Происхождение
Родился 9 мая 1960 года в Дрездене в семье военнослужащего. В 1977 году окончил среднюю школу № 17 города Хмельницкого. В том же году поступил в Военно-медицинскую академию в Ленинграде, закончил её в 1983 году.
Находился на военной службе до 1998 года, когда был уволен по сокращению. Служил в военной авиации. Подполковник запаса медицинской службы.
По окончании военной службы работал невропатологом гарнизонной поликлиники города Ахтубинска Астраханской области.

### Религиозная деятельность
В 2005 году окончил Волгоградское духовное училище.
19 сентября 2005 года архиепископом Астраханским и Енотаевским Ионой (Карпухиным) рукоположён во диакона и назначен штатным клириком храма Архистратига Божия Михаила города Ахтубинска. 10 декабря 2006 года архиепископом Ионой рукоположён в иерея.
В апреле 2010 года переведён в Чебоксарскую епархию, назначен клириком храма Рождества Христова города Чебоксары.
24 мая 2011 года в епархиальном храме Рождества Христова г. Чебоксары награждён правом ношения набедренника, камилавки и золотого наперсного креста.
В 2011 году окончил Нижегородскую духовную семинарию по заочному сектору, защитив диплом по теме: «История мужского чувашского Александро-Невского монастыря в период с 1903 года по настоящее время».
8 апреля 2012 года в Свято-Троицком мужском монастыре в Чебоксарах пострижен в монашество с наречением имени Феодор в честь святого праведного Феодора Ушакова.
В 2012 году назначен председателем вновь образованного отдела по взаимодействию с вооружёнными силами и силовыми ведомствами Чебоксарской епархии.

### Архиерейство
4 октября 2012 года решением Священного синода Русской православной церкви избран епископом Алатырским и Порецким.
14 октября в Покровско-Татианинском соборе Чебоксар митрополитом Чебоксарским и Чувашским Варнавой возведён в сан архимандрита.
30 ноября в тронном зале патриарших покоев кафедрального соборного Храма Христа Спасителя в Москве наречён во епископа Алатырского и Порецкого.
2 декабря в храме Христа Спасителя хиротонисан в епископа Алатырского и Порецкого. Хиротонию совершили: патриарх Московский и всея Руси Кирилл, митрополит Саранский и Мордовский Варсонофий (Судаков), митрополит Волоколамский Иларион (Алфеев), митрополит Волгоградский и Камышинский Герман (Тимофеев), митрополит Чебоксарский и Чувашский Варнава (Кедров), архиепископ Истринский Арсений (Епифанов), архиепископ Луганский и Алчевский Митрофан (Юрчук), архиепископ Сурожский Елисей (Ганаба), епископ Аркадий (Афонин), епископ Друцкий Петр (Карпусюк), епископ Читинский и Краснокаменский Евстафий (Евдокимов), епископ Дмитровский Феофилакт (Моисеев), епископ Бронницкий Игнатий (Пунин), епископ Солнечногорский Сергий (Чашин), епископ Подольский Тихон (Зайцев), епископ Ардатовский и Атяшевский Вениамин (Кириллов), епископ Канашский и Янтиковский Стефан (Гордеев).
С 21 октября по начало ноября 2013 года был слушателем курсов повышения квалификации для новопоставленных архиереев Русской православной церкви.
Решением Священного синода Русской православной церкви от 25—26 декабря 2013 года (журнал № 163) утвержден в должности священноархимандрита Свято-Троицкого мужского монастыря Алатыря.
12 марта 2024 года решением Священного Синода РПЦ назначен управляющим Бердянской епархией с освобождением его от управления Алатырской епархией и выражением благодарности за понесенные труды. 30 мая 2024 года освобождён от должности священноархимандрита Свято-Троицкого мужского монастыря Алатыря.
15 мая 2025 года решением Священного Синода освобождён от управления Бердянской епархией с выражением благодарности "за понесённые по устроению епархии труды" и назначен епископом Покровским и Новоузенским.

## Награды
- Орден «За заслуги перед Запорожской областью» II степени (2025)[14].
- Орден преподобного Серафима Саровского III степени (2020)[15].
- Орден «За заслуги перед Чувашской Республикой» (2025)